# Honor Among Lovers
Honor Among Lovers is een Amerikaanse dramafilm uit 1931 onder regie van Dorothy Arzner.

## Verhaal
De zakenman Jerry Stafford is verliefd op zijn secretaresse Julia Traynor, maar zij verlaat hem voor een ander. Als ze beseft dat ze de foute keuze heeft gemaakt, keert ze terug. Haar vriendin Doris Brown is intussen verliefd op Monty Dunn.

## Rolverdeling
| Acteur            | Personage            |
| ----------------- | -------------------- |
| Claudette Colbert | Julia Traynor        |
| Fredric March     | Jerry Stafford       |
| Monroe Owsley     | Philip Craig         |
| Charles Ruggles   | Monty Dunn           |
| Ginger Rogers     | Doris Brown          |
| Avonne Taylor     | Maybelle Worthington |
| Pat O'Brien       | Conroy               |
| Janet McLeary     | Margaret Newton      |
| John Kearney      | Inspecteur           |
| Ralph Morgan      | Riggs                |
| Jules Epailly     | Louis                |
| Leonard Carey     | Forbes               |
| Grace Kern        | Gast                 |
| Winifred Harris   | Gast                 |
| Roberta Beatty    | Mevrouw Fleming      |
| Charles Halton    | Wilkes               |
| Granville Bates   | Clark                |
| Si Wills          | Ober                 |
| Betty Morrissey   | Gast                 |
| Nathan Rozofsky   |                      |